# Н035 Ирбис
Н035 Ирбис(Снежни леопард) је руски центиметарски хибридни електронски радар са пасивном фазираном антенском решетком уграђен у ловца Су-35С.Развијен је у научно-истраживачком институту-НИИП имена В.В. Тихомирова у Москви.Серијски се производи у државном рјазањском заводу-ГРПЗ.

## Развој
Развој радара Н035 Ирбис је започет 2004.г.Током развојне фазе искориштена су техничка искуства стечена током развоја,израде и употребе радара попут Н007М Заслон-М, Н011М Барс-М и Оса-2.То се нарочито односи на дизајн и техничко решење примењено на рефлектору антене пречника 900 mm.Првобитна пробна верзија је 2005.г имала један предајник на бази електронске вакуум цеви (цев путујућег таласа),средње снаге на режиму високе фреквенције понављањa сондирајућих сигнала импулса од 1 kW ( у случају напајања електро-мрежом једносмерне струје напона 27V).Током статичких испитивања ове верзије у беззвучној комори постигнут је резултат:откривање и праћење ловца Су-27(РЕРП у центиметарском X-опсегу без ракета класе В-В 15m²) са даљине 300 km и захват на даљини 250 km.Та верзија је започела  летна испитивања на прототипу Су-30МК2 број '503 плави'  почетком 2007г.Током 2008.г. у пробну верзију намењену летним испитивањима уграђен је нови предајник на бази цеви путујећег таласа 'Чељнок' средње снаге на радном режиму 'висока фреквенција понављања сигнала' од 5 kW.Уз тај предајник додан је и други,допунски,средње снаге на истом радном режиму од 2 kW ( у оба случаја напајањем електро-мрежом једносмерне струје напона 27 V).Том приликом је постигнут резултат: откривање и праћење ловца МиГ-21(РЕРП у центиметарском X-опсегу без ракета класе В-В 3m²) на даљини 400 km у борбеном режиму ППС-ДО(Предња полусфера-даљње откривање),у зони скенирања 100 квадратних углова.То је велики напредак у односу на старије механичке радаре Н001(открива ловца МиГ-21 на 100 km у ППС)  и Н001В 'Мач'(открива ловца МиГ-21 на 150 km у ППС-ДО).
Један од тестова је био могућност раздвајања ваздухоплова који лете у тзв 'смакнутом поредку' тј,веома близу један другог у групи,при чему је постигнут резултат: откривање и праћење 4 различите летелице на даљини 300 km уз размак 2° по азимуту колико износи ширина дијаграма усмерености антене(снопа радарске супервисокофреквентне енергије). У периоду 2009-2012,радар Н035 Ирбис пролази прву и другу фазу државних војно-техничких испитивања.Радар је први пут јавно показан на МАКС-2007 на првом летном прототипу Су-35БМ(број 901) са показивањен могућности отклона рефлектора антене по азимуту скретањем лево-десно и ваљањем и заокретањем исте по месном углу/елевацији на двостепеном електро-хидро зглобу.

## Конструкција и особености
Радар Н035 Ирбис је модуларне конструкције,поседује радарско-рачунарски блок и антенски блок.Радарско-рачунарски блок има нискофреквентни генератор сондирајућих сигнала импулса ,предајни канал са две цеви путујећег таласа 'Чељнок' са појачивачем сигнала и модулом за дигитално хетеродинировање излазних сигнала,пријемни канал са ниско и високофреквентним пријемницима са појачивачима сигнала и модулом четвероканалног дискретног аналогно-дигиталног претварача улазних сигнала, модул напајања који користи три мреже електро-напајања:мрежу једносмерне струје напона 27V,мрежу наизменичне струје напона 38V/400Hz и мрежу трофазне струје напона 200V/400Hz.Ту су и модул синхронизације и модул рачунарске обраде улазних сигнала којег чини 4-процесорски дигитални рачунар Соло-35-01 те 4-процесорски дигитални рачунар Соло-35-02 за обраду радарских података у склопу СУВ(Систем управљања ватром).Антенски блок се састоји од двостепеног жиростабилисаног електро-хидро зглоба на платформи постављену на  вертикалну плочу израћену од легуре Алуминијум Литијум.Ту је и рефлектор антене пречника 900 mm са 1846 предајно-пријемних елемената(фазних окретача) тј хибридно-хетеродиних прорезних таласовода.Поларизација сигнала је вертикална у нултом положају рефлектора антене или хоризонтална са отклоном антенског рефлектора у којем таласоводи стоје вертикално.Рефлектор антене је заклоњен радио-прозрачним конусним капотажом са проводницима статичког електрицитета.
Н035 Ирбис је кохерентни монопулсни центиметарски радар са ПФАР и електронским усмеравањен снопа радарске енергије.За праћење ваздухоплова по све 3 угаоне координате( даљина,азимут,месни угао) користи моноимпулсни метод зрачења.Радар зрачи сигналима на таласној дужини око 3cm у целом радном фреквентном опсегу 8-12 GHz са великом фреквентном скоковитошћу која је на нивоу најмодернијих радара са АФАР ( активна фазирана антенска решетка),захваљујући дигиталном хетеродинировању излазних сигнала.Таласоводни систем на рефлектору антене омогућава истовремено слање више различитих сигнала различитих облика и форми са различитим наменама на различитим радним фреквенцијама што је такође одлика радара с АФАР.Радар може открити и пратити ваздухоплове на даљинама већим од 400 km.У борбеном режиму ППС-ДО ,могуће је на даљини преко 400 km открити и пратити 4 различита ваздухоплова на истом азимуту у сектору осматрања 10°x10° или 20°x5°.
Једна од особености овог радара је да нема губљења енергетског потенцијала бочних лепеза који је карактеристичан за радаре са АФАР а ротацијом рефлектора антене анулира нарушавање кохерентности улазних сигнала.Радар може открити и пратити ваздухоплове који лете брзином(инструментална-радарска) Vmax=6000 km/h или Vmin=0km/h (нулта инструментална или стварна брзина,нпр хеликопетри у лебдењу итд).Као моноимпулсни радар је веома отпоран на снажна електронска ометања и у том домену је много бољи од стандардних импулсно-Доплерових радара.Активна пеленгација се може вршити у ракурсу 240° по азимуту што је два пута више у односу на радаре са фиксном АФАР.Радарско осматрачко поље је по азимуту ограничено са +/-120°  лево-десно у односу на уздужну осу авиона.Овакво решење са отклањајућом антеном имају још само радари Captor-E и ES-05 Raven са ограничењима +/-100°.У односу на радар Н011М Барс-М (Леопард) има много већу фреквентну агилност и много бољу отпорност на сметње.Радар Н035 Ирбис је у саставу високо аутоматизованог и интегрисаног комплекса Ш135 заједно са ометачким системом Л175М10-35 Хибињи-М.
Временски ресурс радара је 6000 радних часова ( рок по стању) или 30г употребе ( временски рок).Међуремонтни рок је 1500 радних часова или 12 година.

## Тактичко-техничке карактеристике
Радни дијапазон радарског зрачења: X,фреквентни опсег f= 8 - 12 GHz,таласна дужина радарских сигнала λ=3 cm
Пречник антенског рефлектора (решетке): 900 mm
Број ППЕ на рефлектору антене (предајно-пријемних елемената тј фазних окретача):1846
Радарска енвелопа (осматрачки конус): 240° (+/-120°) по азимуту и елевацији укупно са отклоном антенског рефлектора на двостепеном електро-хидро зглобу по вертикалој оси и ваљањем по уздужној оси.У фиксном положају енвелопа је 120°(+/-60°) по азимуту и елевацији а скенирање у тој енвелопи се обави за свега неколико секунди. Двостепени жиро-стабилисани електро-хидро зглоб омогућава брзу промену поларизације, вертикалну на хоризонталну и обрнуто.
Средња снага главног предајника на радном режиму високе фреквенције понављања сигнала: 5 kW
Макс снага импулса главног предајника на радном режиму високе фреквенције понављања сигнала: 20 kW
Средња снага помоћног предајника на радном режиму високе фреквенције понављања сигнала: 2 kW
Даљине осматрања(инструменталне) за различите борбене режиме (В-В и В-З) те радне режиме главног предајника:

### У режимима В-В
За радни режим високе фреквенције понављања сигнала, борбени режим ППС-ДО (предња полусфера -даљње откривање), у зонама скенирања 10°x10° или 20°x5° тј 100 квадратних углова= 450 km. 
За радни режим високе фреквенције понављања сигнала , борбени режим ППС= 400 km,у зони скенирања 30°x10° тј 300 квадратних углова,  
За радни режим комбиновања високе и средње фреквенције понављања сигнала,борбени режим АВТ-Автомат (ППС-ЗПС)=300 km,у зони скенирања 300 квадратних углова.
За радни режим средње фреквенције понављања сигнала,борбени режим ЗПС=150 km,у зони скенирања 300 квадратних углова.

### У режимима В-З
За радни режим ниске резолуције-3 m(борбени режим КРЛ- картографирање реалним снопом)=400 km. 
За радни режим средње резолуције-2 m(борбени режим ДОЛ-картографирање Доплеровим сужењем снопа)=300 km. 
За радни режим високе резолуције-1 m(борбени режим КAC -картографирање синтезировањем апертуре)=200 km.
Даљине откривања и аутоматског праћења ваздухоплова у ППС ( ракурс 0/4-1/4,+/15°=30°),на фону слободног пространства а зависно од њихове РЕРП (радарске ефективне рефлексне површине) у X -опсегу радарског зрачења:
За РЕРП 0,01 m² =100 km
За РЕРП 0,1 m² =160-180 km
За РЕРП 1 m² =270 km
За РЕРП 3 m² =400 km 
Селекција ваздушних циљева по величини РЕРП: 0.01 m²-1 m² =Мали циљ,1 m² -10 m²=Средњи циљ,10 m² и више =Велики циљ.

## Додатне могућности радара
У подрежиму СНП (за борбене режиме В-В:ППС,ЗПС и АВТ),омогућено је аутоматско праћење макс 30 ваздухоплова.
У подрежимима КАС или ПКС за све борбене режиме В-З,омогућено је аутоматско праћење макс 4 покретна или непокретна објекта уз селекцију покретних.Кад главни предајник ради у неком од борбених режима В-В онда помоћни предајник може да прати само један објекат на површини копна/мора док осматра у неком од режима В-З.
Кад оба предајника раде у режимима В-В,онда је главни предајник-предајник осматрања (откривања-аутоматског праћења ,режим СНП ) a помоћни предајник је предајник захвата вазд. циља/циљева и након лансирања ракете/a, предајник праћења и осветљавања истих( режими РНП и ДНП).
Кад оба предајника раде у режимима В-В (врше осматрање-скенирање ,режим СНП) онда један може да скенира једну а други предајник другу зону у радарској енвелопи/конусу од 120°(+/-60°).

### Могућности ракетирања ваздушних циљева
Ракетама са РГС (радарска глава самонавођења) се може у веома кратком временском року дејствовати на макс 8 ваздушних  циљева.У питању су ракете класе В-В са инерцијалним те активним и полуактивним радарским самонавођењем у завршној фази лета: Р-27Р и Р-27ЕР, Р-37М и Р-77-1. Ракете Р-27Р и ЕР имају само ПАРС (ради у X-опсегу) док ракете Р-37М и Р-77-1 имају АРС (код обе у Кu-опсегу / 12-18 GHz),те ПАРС (код обе у X-опсегу).У режиму радио-тишине може бити употребљена верзија ракете Р-77-1 са РГС типа 9Б1103М-200ПС(режимом са ПРС тј пасивним радарским самонавођењем) и то макс 6 њих.Ракетама са ТГС (топлотна глава самонавођења тј ИЦГСН) се може дејствовати на 4 ваздушна циља (са 4 Р-27Т и Р-27ЕТ) или на 6 њих са 6 Р-74/ М(Л/МЛ).
Радар Ирбис је осмоканалан по циљу тј има 8 канала за праћење и осветљавање 8 различитих ваздушних циљева током њиховог гађања (све ово обавља помоћни предајник).За праћење и осветљавање истих користи више радних-литерних фреквенција са великом фреквентном скоковитошћу.Након лансирања ракете/a класе В-В,могуће је заокренути авион под 90° у односу на правац лета циља и тиме знатно умањити сусретну брзину и време зближавања и онемогућити реакцију противника (могуће ракетирање свог ловца).
Заокретањем рефлектора антене ка горе,омогућава током веома ниског лета осматрање те откривање и праћење ваздухоплова који лете чак и у вишој стратосфери.Исто тако заокретањем антене ка доле,омогућава током лета у вишој стратосфери осматрање те откривање и праћење ваздухоплова који лете веома ниско (на фону копна или мора).Поред осталог,радар има идентификациони,навигациони и метео-режим.Треба навести и борбени режим 'Садејство' у којем радар Н035 Ирбис ради у спрези са ОЛС-35 као водећи или пратећи канал СУВ (Систем Управљања Ватром).

## Варијанте
Н035 'Ирбис' је радар који је уграђен у ловце Су-35С у саставу руског РВ-а и до сад их је уграђено око 120 ком.
Н035Е 'Ирбис-Е' је извозна верзија која је уграђена у ловце Су-35 кинеског РВ-а (24ком) и Су-35 египатског РВ-а који ће ускоро бити у саставу иранског РВ-а (24ком).